# Световна купа по волейбол
Световната купа е мъжко и женско волейболно състезание. Създадено е през 1965 г. за мъже и през 1973 г. за жени. То е международна квалификация за Олимпийските игри и се провежда веднъж на 4 години, в нечетната година преди олимпиада. Състезанието е различно от Световното първенство.

## История
Световната купа е създадена през 1965 г. за да запълни времето между двата най-важни волейболни турнира – Олимпийските игри и Световното първенство, които се провеждат на алтернативни 4-годишни цикли. Създаването на трето международно състезание оставя свободна само една от всеки четири години без значими събития.
Световната купа трябва да се провежда в годината след Олимпийските игри. Първите две издания са само за мъже, а след 1973 г., проявата включва и женските отбори. Първоначално, всяко издание се организира от различен домакин, но след 1977 г. състезанието се провежда основно в Япония.
През 1990-те, стартират други международни състезания като Световната лига и Гранд при, които намаляват мотивацията за участие в Световната купа. За да не позволи на състезанието да изчезне поради липса на интерес, FIVB решава да промени формата през 1991 г., то се премества в годината преди Олимпийските игри и става първият международен Олимпийски квалификационен турнир, победителят от който се класира директно за игрите.

## Формула на провеждане
Световната купа е с най-малко промени във формата на провеждане от всички състезания органицирани от FIVB. То се провежда по следните правила:
- Състезанието се провежда в Япония.
- Дванадесет отбора си оспорват наградата: десет от квалификации, два по покана.
- Япония винаги участва като нация домакин.
- Девет отбора се класират от континенталните първенства. Първенците на всяко континентално първенство и първите четири вицешампиона по ранглистата на FIVB.
- Останалите два отбора се определят по уайлд карт от FIVB.
- След 1999 г., нацията-домакин на следващите Олимпийски игри не участва в Световната купа.
- Състезанието е разделено на две фази.
- Отборите са разделени на две групи.
- В първата фаза всеки отбор играе по един мач срещу всеки от групата.
- Във втората фаза, всеки отбор играе по един мач срещу всеки от другата група.
- Мачовете продължават около две седмици като на всеки два или три дена има един ден почивка. Всеки ден се играят по шест мача.
- Финалистите се определят по нормалните волейболни показатели (брой победи, геймова разлика, точкова разлика, резултатите в директните двубои).
- Първите три отбора от общото класиране, независимо от групите, се класират за следващите Олимпийски игри.
- В турнира могат да участват само 12 играча и не са позволени смени даже и при травми.

## Таблица по медалите

### Мъже
| Място | Държава                          | Злато | Сребро | Бронз | Общо |
| ----- | -------------------------------- | ----- | ------ | ----- | ---- |
| 1     | СССР                             | 4     | 1      | 2     | 7    |
| 2     | Бразилия                         | 3     | 0      | 3     | 6    |
| 3     | Русия                            | 2     | 1      | 0     | 3    |
| 4     | САЩ                              | 2     | 0      | 2     | 4    |
| 5     | Куба                             | 1     | 3      | 1     | 5    |
| 5     | Италия                           | 1     | 3      | 1     | 5    |
| 7     | Германска демократична република | 1     | 0      | 0     | 1    |
| 8     | Полша                            | 0     | 3      | 1     | 3    |
| 9     | Япония                           | 0     | 2      | 0     | 2    |
| 10    | Нидерландия                      | 0     | 1      | 0     | 1    |
| 11    | Чехословакия                     | 0     | 0      | 2     | 2    |
| 11    | България                         | 0     | 0      | 1     | 1    |
| 11    | Сърбия и Черна гора              | 0     | 0      | 1     | 1    |
| Общо  | Общо                             | 14    | 14     | 14    | 42   |

### Жени
| Място | Държава    | Злато | Сребро | Бронз | Общо |
| ----- | ---------- | ----- | ------ | ----- | ---- |
| 1     | Китай      | 5     | 1      | 3     | 9    |
| 2     | Куба       | 4     | 2      | 0     | 6    |
| 3     | Италия     | 2     | 0      | 0     | 2    |
| 4     | Япония     | 1     | 2      | 0     | 3    |
| 5     | СССР       | 1     | 1      | 3     | 6    |
| 6     | Бразилия   | 0     | 3      | 1     | 4    |
| 7     | САЩ        | 0     | 2      | 3     | 5    |
| 8     | Русия      | 0     | 1      | 1     | 2    |
| 9     | Сърбия     | 0     | 1      | 0     | 1    |
| 10    | Южна Корея | 0     | 0      | 2     | 2    |
| Общо  | Общо       | 13    | 13     | 13    | 39   |